# 올림픽역
올림픽역 (Olympic) 또는 오완역 (중국어 정체자: 奧運, 광둥어 예일: Ouwahn)은 홍콩 MTR 둥충 선의 역이다. 역 상징색은 다저블루이다.
올림픽 역의 원래 이름은 다이곡저이 역으로, 1990년대 홍콩 정부가 홍콩 공항핵심계획을 세울 당시에 붙여진 이름이었다. 하지만 리라이산이 1996년 애틀랜타 하계 올림픽의 윈드서핑 종목에서 홍콩 선수로는 사상 처음으로 올림픽 금메달을 획득하고, 이어진 패럴림픽 대회에서 정유정과 지우중룬이 금메달을 획득하면서, 이들 홍콩 선수들의 공적을 기려 당시 공사 중이던 역 명칭을 1996년 12월 16일부로 '올림픽 역'으로 바꾸었다. 역내에는 1996년 애틀랜타 하계 올림픽의 사진으로 꾸며져 있으며 올림픽이라는 이름을 붙였다.
올림픽 역은 둥충 선에서 둥충 역과 함께 환승역이 아닌 유일한 역이기도 하다.

## 역 구조
두 개의 상대식 승강장이 평행하게 놓여 있는 구조로, 지상에 위치한 역이다. 중간에 공항고속선 선로가 끼어있는 형태인데, 공항고속선 열차는 올림픽 역에 정차하지 않고 통과하기 때문에 둥충 선은 각각 따로 떨어진 채 한쪽만 차지한 모습이다.
| U2 | 중앙홀                        | 출구, 고객서비스, MTR샵, 항셍은행   |
| U2 | 중앙홀                        | 자판기, ATM                         |
| G  | 지상                          | 출구 A1, 아일랜드 하버뷰 버스터미널 |
| G  | 도로                          | 린청 로, 사이가우룽 고속도로        |
| G  | 승강장 1                      | → ■ 둥충 선 둥충 방면 (남청) →      |
| G  | 상대식 승강장, 오른쪽 문 열림 |                                     |
| G  | 공항고속선                    | → ■ 공항고속선 무정차 통과 →        |
| G  | 공항고속선                    | ← ■ 공항고속선 무정차 통과          |
| G  | 상대식 승강장, 오른쪽 문 열림 |                                     |
| G  | 승강장 2                      | ← ■ 둥충 선 홍콩 방면 (가우룽)      |
| G  | 도로                          | 린청 로, 삼몽 로                    |
| G  | 출구                          | 출구 B, C1, C2, 올림픽역 버스정류장 |

## 출입구

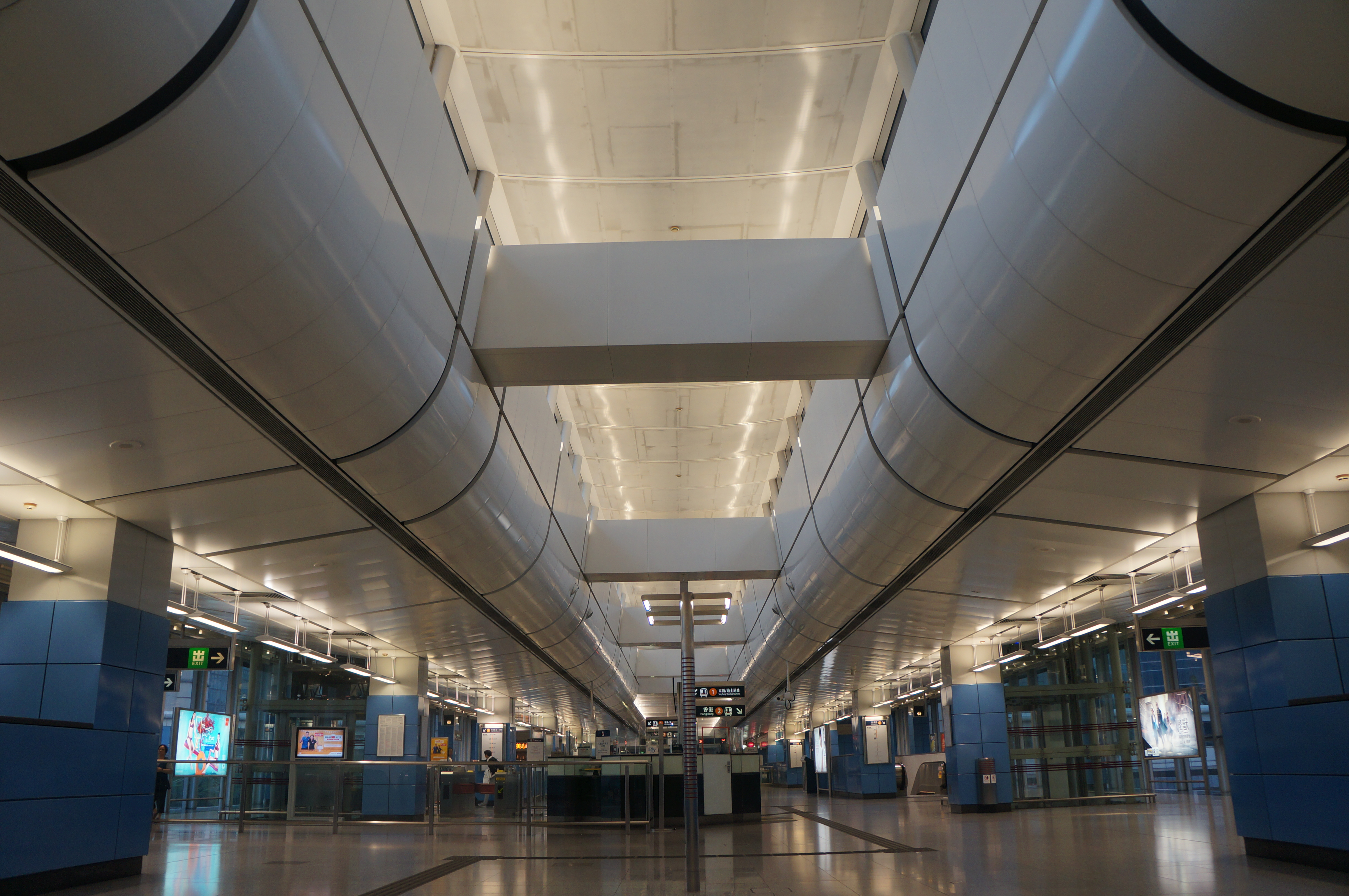
중앙홀 (요금구역)

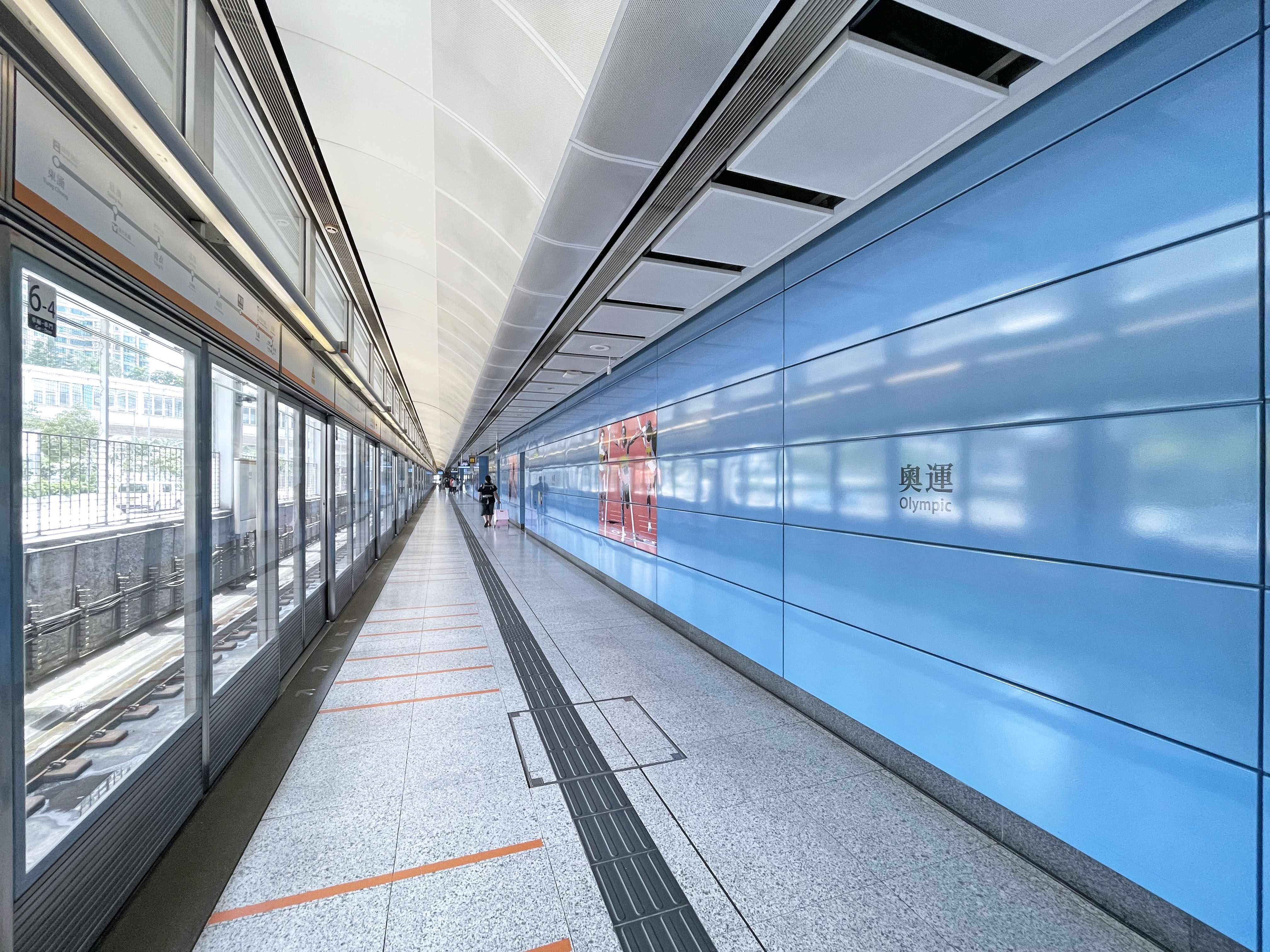
2번 승강장

사이가우룽 고속도로와 린청 로 사이의 직사각형 건물로 세워진 대합실에서 여러 방향으로 보도가 나 있으며, 그 끝에는 출입구가 있다.
- A1: 아일랜드 하버뷰 버스터미널
- A2: 아일랜드 하버뷰, 올림피언 시티 1
- B: HSBC 센터 타워 2 / 3
- C1: 삼몽 로
- C2: 체리 가
- C3: HSBC 센터 타워 2 / 3
- C4: HSBC 센터 타워 1
- C5: 플로리언트 라이즈
- D1: 체리 가
- D2: 린청 로
- D3: 올림피언 시티 2 / 3
- E: 중국은행 센터, 올림피언 시티 1[2]